# Ctenosaura clarki
Ctenosaura clarki є видом ящірок родини Iguanidae. Батьківщиною виду є Мексика. Вид названо на честь доктора Герберта Чарльза Кларка (1877-1960), директора медичних досліджень і лабораторій United Fruit Co., за його підтримку герпетологічної колекції Музею порівняльної зоології Гарвардського університету. C. clarki є ендеміком сухих лісів Бальсас у штаті Мічоакан на заході Мексики. Це напівдеревний вид, що ховається в порожнистих гілках деревних кактусів. Він перебуває під загрозою втрати середовища проживання.